# PiXMiX
PiXMiX（ピックスミックス）は、2017年から2025年まで活動していた日本の女性アイドルグループ。所属事務所は東宝芸能。レーベルはTOHO ENTERTAINMENT RECORDS、キングレコード。愛称はピクミク。
ピクセル(個性)をミックスさせたキュートでポップなガールズグループ。2017年10月21日、本格始動。2019年10月23日、メジャーデビュー。「常に何かに挑む姿を見せていきたい。未完成のパーフェクトガールズ。」をコンセプトとしていた

## 概要
2017年、東宝芸能に所属する当時中学生のメンバー6名で結成され、同年10月21日より本格的に始動した。以後、この日を結成記念日としてアニヴァーサリーライブが行われている。2019年、キングレコードからメジャーデビューし、1stシングル『その先へ』を発売。2020年発売の2ndシングル『チョコレート・リグレット』では、オリコンTOP10入りとなった。
2021年、1stアルバム『君がいたから』が発売されると共に、ITSUKIがグループを卒業。これを機にメンバー表記をフルネームに変更し、同年4月より定期配信番組『ぴくみくちゃ！』を開始。また、アコースティックライブに定期出演を始めた。2022年、響野こひめがグループを卒業。同年10月に5周年を迎え、2ndアルバム『まだ、旅の途中。隣には君がいる。』を発売。
2023年、冠番組『PiXMiXのピクチャレ』が放送され、桐島十和子がグループを卒業。同年7月より定期公演を開始し、10月18日にメンバーカラーが設定された。2024年、初のライブツアーを開催。同年10月に和泉芳怜が卒業。2025年2月24日に行われたライブをもって、7年半の活動を終了し解散した。

## メンバー
| 名前                  | 生年月日と年齢         | 出身地          | 身長  | カラー | 卒業日・備考                              |
| --------------------- | ---------------------- | --------------- | ----- | ------ | ----------------------------------------- |
| 武内愛莉 （AIRI）     | 2004年4月2日（21歳）   | 神奈川県        | 163cm | ピンク | 2025年2月24日                             |
| 大谷美咲 （MISAKI）   | 2003年1月11日（22歳）  | 愛知県 名古屋市 | 164cm | 赤     | 2025年2月24日 リーダー・元OS☆U            |
| 和泉芳怜 （KAREN）    | 2004年2月28日（21歳）  | 神奈川県 横浜市 | 158cm | 青     | 2024年10月21日 ミスマガジン2021グランプリ |
| 桐島十和子 （TOWAKO） | 2003年12月16日（21歳） | 茨城県          | 153cm | -      | 2023年3月25日                             |
| 響野こひめ （KOHIME） | 2003年2月15日（22歳）  | 千葉県          | 157cm | -      | 2022年5月15日                             |
| 牧浦乙葵 （ITSUKI）   | 2003年7月18日（21歳）  | 大阪府          | 161cm | -      | 2021年3月21日                             |

### 在籍タイムライン
2023年10月18日にメンバーカラーが発表された。

## 略歴

### 2017年
1月8日、新宿ReNYで行われたOnePixcelのワンマンライブにて、OnePixcel候補生として初登場。また3月26日のライブで、候補生は新たなユニットを組むことが発表された。
7月29日、「始動前前前夜祭」を東京アイドル劇場にて開催し、PiXMiXとしてはじめてパフォーマンスを披露。以後、ほぼ毎週のイベント出演が続いていく。また8月13日に「始動前前夜祭」、10月7日には「始動前夜祭」が開催された。
10月21日、「PiXMiX始動祭〜さあ！ここから始めるんだ！〜」をMt.RAINIER HALL SHIBUYA PLEASURE PLEASUREにて開催。本格的に始動となる。
12月16日、TSUTAYA O-WESTで行われたONEPIXCEL LiVE2017「Free&Easy vol.4」にオープニングアクトとして出演。
12月30日、白金高輪SELENE b2で行われた「DDD〜Discovery iDol Depot〜2017 iDol Summary」に出演。

### 2018年
1月13日、大阪で行われた「POMBASHI WHEEL2018 supported by KBS京都」に出演。
3月3日、マイナビBLITZ赤坂で行われた「アイドル甲子園」に出演。
3月19日、Zepp Tokyoで行われた「レコチョク presents 春の天使かよ！」に出演。
3月31日、2ndワンマンライブ「パ・パ・パ・パンピナ！」を代官山LOOPにて開催。初のMV『Pump It Up!』を公開。
4月21日、マイナビBLITZ赤坂で行われた「レコチョク presents BLITZの天使かよ！ supported by WIZY」に出演。
5月3日、TSUTAYA O-WESTで行われた「MARQUEE祭」に初出演。
5月6日、新木場STUDIO COASTで行われた「VDC Presents Live - Vocal & Dance Collection Vol.2」に出演。
6月16日、SELENE b2で行われた「TIFメインステージ争奪LIVE〜前哨戦〜」に参加。
7月7日、横浜赤レンガパークで行われた「アイドル横丁夏まつり!!」に初出演。
7月25日、Zepp Tokyoで行われた「夏の天使かよ！〜天使かよ！２周年スペシャル〜」に出演。
8月3日から、日本最大級のアイドルフェス「TOKYO IDOL FESTIVAL 2018」に初出演。
9月9日、マイナビBLITZ赤坂で行われた「ミュージックパーク」に出演。
10月21日、川崎CLUB CITTA'で行われた「Witch Live HALLOWEEN 2018」に出演。
10月28日、中池袋公園で行われた「池袋ハロウィンコスプレフェス2018」に出演。
11月3日、デビュー1周年記念ワンマンライブ「Welcome to ピクミク学園」を原宿ストロボカフェにて開催。新曲『Don’t Worry』を初披露。
12月2日、イオンモール幕張新都心で行われた「IDOL CONTENT EXPO supported by ダイキサウンド 〜冬の大無銭祭〜」に出演。
12月30日、AiiA 2.5 Theater Tokyoで行われた「IDOL Pop'n Party 大感謝祭2018」に出演。

### 2019年
1月9日、1stミニアルバム『Pump It Up!』発売。
1月13日、New Year ワンマンライブ「今年もよろピクミク！」を渋谷WWW Xにて開催。
3月2日、渋谷ストリームホールで行われた「ミュージックパーク〜 Girls&Music Theater〜」に出演。
3月9日、渋谷O-EASTなどで行われた「IDORISE!! FESTIVAL 2019」に初出演。
5月4日、渋谷O-WESTで行われた3マンライブ「shibuya stairs vol.2」に出演。
6月29日、ワンマンライブ「青き桜の舞う頃に」をSELENE b2にて開催し、サプライズとしてメジャーデビュー” チャレンジ ”が決定。
8月2日から、「TOKYO IDOL FESTIVAL 2019」に出演。グランドフィナーレでは「TIF10周年スペシャルメドレー」が披露され、KOHIME・TOWAKOの二人が参加した。
8月12日、ワンマンライブ「メジャーデビューチャレンジ中間報告 "確認の瞬間" 」を新宿LOFTにて開催。
8月21日、渋谷O-EASTで行われた「MARQUEE祭」に出演。
8月23日、『Don't Worry』ミュージックビデオ公開。
8月24日、ワンマンライブ「メジャーデビューチャレンジ最終試験〝運命の瞬間〟」を渋谷WWWにて開催し、キングレコードからのメジャーデビューが決定。
8月25日、横浜アリーナで行われた「@JAM EXPO 2019」に初出演。
10月20日、大阪で行われた「DOGIMAZUN HALLOWEEN PARTY 2019」に出演。
10月22日、結成2周年&メジャーデビュー記念ワンマンライブ「PiXMiX 2nd Anniversary LIVE “その先へ”」を恵比寿ザ・ガーデンルームにて開催。
10月23日、デビューシングル『その先へ』発売。
11月3日、都内で行われた「高校生ライブ MUSIC DAYS 2019 FINAL」にゲスト出演。ライブと併せて、ダンス部門にPiXMiX賞が設けられた。
11月9日、SHIBUYA109前特設ステージで行われた「デジタル超十代2019」に出演。
12月21日、横浜赤レンガ倉庫で行われた「毎日がクリスマス2019」に出演。
12月25日、2ndシングル『チョコレート・リグレット』ミュージックビデオ公開。

### 2020年
1月18日、New Year ワンマンライブ「今年もよろピクミク！2020」をVeats SHIBUYAにて開催。
2月5日、2ndシングル『チョコレート・リグレット』発売。収録曲『Don’t Look Back』が、『ワールドプロレスリング』の2-3月度ファイティングソングに決定。オリコン週間9位にランクイン。
2月9日、神戸で行われた「H.I.P. presents GIG TAKAHASHI tour 2020」に出演。
3月9日、『その先へ』初回限定盤に収録されている『Raise the sail！』が、瀬戸内海放送 KSB開局50周年記念特別企画 ゲツナナ『あなたぶんの瀬戸内』のタイアップ曲で使用される。
6月28日、3rdシングル表題曲『タオルを回すための歌』が、テレビ朝日『ひかくてきファンです！』7-9月度エンディングソングに決定。
7月19日、オンラインで行われた「JAPAN EXPO MALAYSIA 2020 GOES VIRTUAL」に出演。
8月23日、オンラインワンマンライブ「ピクミク夏祭り2020」を開催。
8月26日、3rdシングル『タオルを回すための歌』発売。
8月30日、「@JAM ONLINE FESTIVAL」に出演。
9月1日、公式YouTubeサブチャンネル「ピクミクの楽屋」開設
9月18日、3rdシングル『タオルを回すための歌』のスピンオフ企画として、”タオルを回そう企画スペシャル映像〜タオルを回すための選⼿権プレーオフ！〜”と題し、PiXMiXが豪華ゲストと共にタオルを回した。
10月2日、「TOKYO IDOL FESTIVAL オンライン 2020」に出演。
10月24日、結成3周年&メジャーデビュー1周年を記念した「PiXMiX 3rd Anniversary LIVE 〜ピクミクパーティー！〜」をオンラインで開催。ライブ終盤にはグループ初となるアルバムが2021年2月3日にリリースされることが発表された。
11月28日、YouTube配信にて1stアルバムのタイトルが「君がいたから」に決定。併せて、メンバーのITSUKIが卒業を発表、グループでの活動は2021年3月までとなった。
12月25日、1stアルバム『君がいたから』リード曲『卒業レールウェイ』ミュージックビデオ公開。ラストのダンスシーンでは昨年、高校生ライブ MUSIC DAYS 2019 FINALで準グランプリとPiXMiX賞を受賞した、千葉敬愛高等学校ダンス部と1年越しのコラボレーションが実現した。

### 2021年
1月17日、オンラインワンマンライブ「PiXMiX SPECIAL LIVE!!」を開催。VRによる収録も行われ、後日ミクサライブ東京チャンネルにて無料配信。
2月3日、1stアルバム『君がいたから』発売。
3月21日、卒業ライブ「ITSUKIの卒業レールウェイ」を大阪ABCホールにて開催。公演前には、阪堺電気軌道を利用して「ITSUKIの卒業レールウェイチャレンジ」も行われ生配信された。同日をもって、ITSUKI（牧浦乙葵）が卒業。
3月22日、メンバー表記をフルネームに変更。
4月13日、ミクチャにて定期配信番組『ぴくみくちゃ！』が始まる。MCはジョイマン。
5月25日、「ぴくみくじ」販売開始。
6月26日、STUDIO COASTで行われた「H.I.P. presents GIG TAKAHASHI 2」に出演。翌27日には、大手町三井ホールで行われたTOKYO MX GirlsPopParadise公開収録「HINOTORI」に出演。
7月22日、AKIBAカルチャーズ劇場にて「acoustic letter LIVE」PiXMiX編が始まる。
8月19日、神田明神ホールで行われた「MAGNETIC FESTIVAL」に出演。
8月20日、ピクミクチャ！SP vol.1「ピクミク夏祭り2021!!」を配信。ライブでは初めて7曲連続パートを組み、新曲となるダンスチューン『Dreamin' Girl』も初披露された。
8月27日、「@JAM EXPO 2020-2021」に出演。
8月29日、福岡で行われた「きゅーアイ的な歌祭りスペシャル」に出演。
9月4日、ヴィレッジヴァンガードよりミニ写真集『PiXMiX ZINE』発売。
9月11日、中野サンプラザで行われた「コトネの日」に出演。
10月3日、「TOKYO IDOL FESTIVAL 2021」に出演。
10月5日、和泉芳怜がミスマガジン2021グランプリを受賞。
10月24日、結成4周年記念ワンマンライブ「PiXMiX 4th Anniversary LIVE 〜Dreamin' Girl〜」を恵比寿ザ・ガーデンルームにて開催。
12月30日、配信シングル『クリスマスココア』発売。ジャケット写真の衣装提供は、Secret Honey。

### 2022年
1月2日、「NewYear Premium Party 2022」に出演。
1月9日、ヒューリックホール東京で行われた「IDOL CONTENT EXPO 年明け3DAYS SPライブ!!!」に出演。
1月13日、『Dreamin' Girl』が発売され、18日よりテレビ東京『ミュージックブレイク iの流儀』エンディングテーマとして放送。
3月13日、「IDORISE!! FESTIVAL 2022」に出演。
3月27日、福岡UNITEDLABで行われた「きゅーアイ的な超歌祭りスペシャル」に出演。
4月3日、EX THEATER ROPPONGIで行われた「MIRAI系アイドルTV 主催ライブ #07」に出演。
4月6日、配信シングル『アンビバレンス』発売。
5月4日から、福岡で行われた「よかもんフェス2022 どんたくSP 2DAYS」、「ベイサイドプレイス博多 アイドル演舞台」に出演。
5月15日、響野こひめ卒業ライブ「Future」をKANDA SQUARE HALLにて開催。公演前には、ぴくみくちゃ！公開収録も行われ生配信された。同日をもって、響野こひめが卒業。
6月19日、主催ライブ「ピクフェス!! vol.1」および「PiXMiX 新体制キックオフライブ」をLUMINE 0（ルミネ ゼロ）にて開催。
7月3日、幕張海浜公園で行われた「超NATSUZOME 2022」に初出演。
7月30日、西武ドームで行われた「ももクロ夏のバカ騒ぎ2022 -MOMOFEST-」外周パーク「MOCK IN JAPAN 2022」に出演。
8月5日、「TOKYO IDOL FESTIVAL 2022」に出演。配信シングル『ノンフィクション / ソーダトニック』発売。
8月14日、日本青年館ホールで行われた「日テレ 夏のアイドル祭り〜『IDOL OF THE YEAR』 Special Live!〜」に出演。
8月28日、「@JAM EXPO 2022」に出演。
10月3日、『ソーダトニック』がテレビ朝日系『musicる TV』の10月度オープニングテーマに決定。
10月19日、2ndアルバム『まだ、旅の途中。隣には君がいる。』発売。
10月22日、結成5周年記念ワンマンライブ「PiXMiX 5th Anniversary LIVE 〜まだ、旅の途中。ReNYには君がいる。〜」を新宿ReNYにて開催。
12月3日、『クリスマスココア』が日本テレビ『夜バゲット』12月度エンディングテーマに決定。

### 2023年
1月7日、カルッツかわさきホールで行われた、「全員主役！〜人生はノンフィクション〜」に出演。
1月12日、冠番組『PiXMiXのピクチャレ 〜To The Hot Idol〜』がダンスチャンネルで放送開始。
1月19日、配信シングル『キミシラユキ』発売。
1月21日、NEW YEAR LIVE「今年もよろピクミク2023」を原宿RUIDOにて開催。
2月4日、Zepp Hanedaで行われた「H.I.P. presents GIG TAKAHASHI 2 tour 2023」に出演。
3月25日、「桐島十和子 卒業ライブ」を赤羽ReNY alphaにて開催。公演前には「ぴくみくちゃ！とわちゃん卒業ライブ直前SP」も生配信された。同日をもって、桐島十和子が卒業。
5月7日、「歌舞伎町 UP GATE↑↑」に初出演。
6月8日、oshimoよりNFTを発売。
7月1日、「ピクフェス!! vol.4」をSHIBUYA PLEASURE PLEASUREにて開催。
7月8日より、定期公演「Letterbox」〜Road to Tour 2024〜をAKIBAカルチャーズ劇場にて開始。
7月15日より、山中湖交流プラザ きららにて行われた「SPARK2023 in YAMANAKAKO」に初出演。
8月18日より、楽天モバイルパーク宮城で行われたNPB公式戦にて、東北ゴールデンエンジェルスとコラボパフォーマンスを実施。
8月27日、「@JAM EXPO 2023」に出演。
10月7日、福岡宗像ユリックスで行われた「宗像市金海市姉妹都市締結30周年記念 日韓文化交流フェスティバル」に出演。
10月18日、メンバーカラーを発表。
10月22日、結成6周年記念ワンマンライブ「PiXMiX 6th Anniversary LIVE 〜START〜」をヒューリックホール東京にて開催。

### 2024年
1月13日、配信シングル『生きていたい』をTOHO ENTERTAINMENT RECORDSより発売。
2月18日、名古屋CLUB QUATTROで行われた「H.I.P. presents GIG TAKAHASHI 3 tour 2024」に出演。
3月3日より、PiXMiX 1st TOUR 2024「GIFT」を国内4都市で開催。3月31日には台湾公演も行った。
4月28日、グランフロント大阪うめきた広場で行われた「ゴジラ・フェス大阪」に出演。
5月11日より、定期公演「This is Non-Fiction」をAKIBAカルチャーズ劇場にて開始。
7月14日、配信シングル『Brand new days！』発売。
8月1日、和泉芳怜が同年10月21日をもって卒業し、東宝芸能を退所することを発表。
9月16日、「@JAM EXPO 2024」に出演。
9月17日、KT Zepp Yokohamaで行われた「Zeppin Pot」に出演。
10月21日、結成7周年記念ワンマンライブ「PiXMiX 7th Anniversary LIVE 〜 KAREN 〜」をSpotify O-EASTにて開催。同日をもって、和泉芳怜が卒業。
11月9日より、定期公演「Pay it forward」をAKIBAカルチャーズ劇場にて開始。
12月14日、定期公演にて、グループの解散を発表。

### 2025年
2月23日、HEAVEN'S ROCK SAITAMA SHINTOSHINで行われた、PiXMiX＆マジカル・パンチラインLASTツーマン「ピクマジフェスティバル」に出演。
2月24日、「PiXMiX LAST LIVE 〜カギカッコ〜」をAKIBAカルチャーズ劇場にて開催。本公演をもって、およそ7年半に渡るグループの活動を終了し解散した。

## 出演

### テレビ
- Music B.B.（2019年10月28日、2020年8月24日、2022年9月12日、TOKYO MX 他各局）[162][163][164]
- @JAM TV powered by LIVE DAM Ai（2019年10月27日、2020年5月24日、日テレプラス）
- 開運音楽堂（2020年2月1日・6月27日・8月22日・12月19日、TBS）[165]
  - PiXMiX ニューアルバム発売記念!! メンバー全員で開運音楽堂を占拠しちゃいましたSP!!（2022年10月15日）[166][167]
- 音流〜ONRYU〜（2020年2月14日、テレビ東京）[168]
- Love music（2020年4月27日、2022年5月9日、フジテレビ系各局）[169][170]
- @JAM ONLINE FESTIVAL 2020 Blueステージ 完全版スペシャル!! DAY2（2020年11月28日、日テレプラス）[171]
- GirlsPopParadise（2021年8月31日、TOKYO MX）[89]
- MIRAI系アイドルTV（2022年4月27日・5月4日・11日・18日・25日、TOKYO MX 他各局）[109][172]
- ちゃんろく。（2022年6月24日、テレビユー福島）[173]
- ドレスキーとコレスキー（2022年8月6日・13日、テレビ埼玉）[174]
- 夜バゲット（2022年12月10日、日本テレビ）[131]
- PiXMiXのピクチャレ 〜To The Hot Idol〜（2023年1月12日 - 3月23日、ダンスチャンネル）[134]
- マチコミ（2023年2月7日、テレビ埼玉）[175]
- 木に梨はなる〜みんなのアート〜（2024年5月12日、WOWOW）[176]

### ラジオ
- DJ Tomoaki's Radio Show!（2019年5月9日、2021年6月17日、2022年8月25日、2023年2月2日、下北FM）[177][178]
- レコメン！（2019年10月30日、文化放送）[179]
- イケてるハーツのTAKE UR HEARTs（2019年12月5日、2020年2月13日、2022年4月14日、渋谷クロスFM）[180]
- Tresen（2020年2月14日・8月28日、FMヨコハマ）[181][182]
- やまだひさしのラジアンリミテッドF（2020年6月19日、TOKYO FM・JFN系列各局）[183]
- キャッチ！（2020年8月19日、FM滋賀）
- りゅうちぇると高見奈央のiDOL online（2020年11月25日、渋谷クロスFM）
- J3 Tuesday〜Midnight I.Q.〜（2021年3月30日、FM大阪）[184]
- FRIDAY GOES ON! 〜あっ、それいただきっ!〜（2022年4月15日・10月21日、JFN系列各局）[185][186]
- TEAM SHACHIのF&Cミュージック（2022年4月15日・29日、FM AICHI）[187]
- PiXMiXのチアラジ（AuDee）
  - （2022年4月23日 - 5月14日、全4回）[188]
  - （2022年8月20日 - 9月10日、全4回）[189]
- Music Palette♪（2022年5月8日、2023年3月5日、TBSラジオ）[190][191]
- 村上佳菜子のブラス・ミュージック（2022年5月21日・28日、FM AICHI）[192]
- Radio have Fun（2023年1月24日、FM FUJI）[193]
- Kiss & Ride（2023年2月8日、FMヨコハマ）[194]
- カメレオンパーティー（2023年2月12日、FM NACK5）[195]
- ラジオiNEWS（2023年2月16日、ラジオNIKKEI）[196]
- 東京かわいいステーション（2023年7月2日・9日、FM FUJI）[197]

### 雑誌
- FRIDAY（2017年9月22日、講談社）[198]
- MARQUEE（2018年4月10日 vol.126、マーキー・インコーポレイテッド）[199]
- BIG ONE GIRLS（2019年11月号、2020年3月号、2020年9月号、2022年11月号、近代映画社）[200][201]
- Quick Japan（2020年2月26日 vol.148、太田出版）[202]
- VDC Magazine 015（2020年3月27日、VDC）[203]

### ネット配信
- TOKYO IDOL 忘年会！（2018年12月28日、ニコニコ生放送）[204]
- girls talk!!!（2019年10月15日、2020年1月21日・8月18日・11月25日、Rakuten LIVE）[205]
- MARQUEE祭オンライン in mysta（2020年5月1日 - 17日、mysta）[206]
- ピクミク クイズ王&おばか王決定戦！
  - 第1回 クイズ王：とわこ、おばか王：かれん（2020年6月20日、YouTube）
  - 第2回 クイズ王：いつき、おばか王：かれん（2021年2月28日、リミスタ）[207]
  - 第3回 クイズ王：こひめ、おばか王：かれん（2021年9月10日、リミスタ）[208]
- PiXMiX SPECIAL LIVE!!（2021年1月17日 - 2022年2月17日、VR SQUARE）[84]
- PiXMiX マルチアングル created from 8K SPライブ！（2022年5月1日、NTTスマートコネクト）[209]
- ぴくみくちゃ！（2021年4月13日 - 2024年10月15日、隔週火曜日生配信、ミクチャ）[9]
- ぴくみくちゃ！SP
  - Vol.1「ピクミク夏祭り2021!!」（2021年8月20日）[92]
  - Vol.2「少し早めのピクミクリスマスパーティー！」（2021年12月17日）[210]
  - Vol.3「新生活応援!!春のピク祭り!!」（2022年3月24日）[211]
  - Vol.4「今年の冬も、ピクミクと過ごしませんか？」（2022年12月4日）[212]
- 新ゴジラストアTV「ゴジ活はじめました」（2024年5月26日 - 2024年12月22日、YouTubeゴジラチャンネル）[213]

### イベント
- NewYear Premium Party（2019年1月2日、フジテレビ社屋）[注釈 3][214]
- 渋谷LOFT9アイドル倶楽部（2019年5月 - 2021年1月、LOFT9 Shibuya）[注釈 4]
- 高校生ライブ MUSIC DAYS 2019
  - 東京大会（2019年7月14日）[215]
  - 相模原・町田大会（2019年8月20日）[216]
  - FINAL（2019年11月3日）[59]

ダンス部門 準グランプリ/PiXMiX賞「千葉敬愛高等高校 UNGEST」[60]
- 台北國際動漫節「ICHIBAN JAPAN STAGE」（2021年2月16日、台湾・台北市）[注釈 5][217]
- IDOLカップリング〜ソロピク編〜（2021年12月 - 、AKIBAカルチャーズ劇場）[218]
- JAPAN EXPO THAILAND 2022（2022年1月23日、バンコク）[注釈 5][219]
- IDOL OF THE YEAR 2022 予選（2022年7月7日、オンライン開催）[220]
- 高校生ライブ MUSIC DAYS 2022
  - 東京大会（2022年7月18日）

ダンス部門 最優秀賞/PiXMiX賞「日本体育大学荏原高等学校 矢口渡」[221]
  - FINAL（2022年10月30日）[222]
- オンラインクレーンゲーム Giftole（2022年11月25日 - 12月19日、TSUTAYA）[223]
- 国際女性デー「EmbraceEquity Playlist」（2023年3月8日、MTVジャパン）[224]
- 東北楽天ゴールデンイーグルス×PiXMiX（2023年8月18日 - 20日、楽天モバイルパーク宮城）[143][225]
- ゴジラ・フェス大阪（2024年4月28日、グランフロント大阪うめきた広場）[151][226]

### 定期公演
- 「acoustic letter LIVE」PiXMiX編（2021年7月 - 2022年12月、AKIBAカルチャーズ劇場）[90][227]
- 「Letterbox」〜Road to Tour 2024〜（2023年7月8日 - 2024年3月9日、毎月第2土曜日、AKIBAカルチャーズ劇場）[141]
- This is Non-Fiction（2024年5月11日 - 9月15日、毎月第2土曜日、AKIBAカルチャーズ劇場）[152]
- Pay it forward（2024年11月9日 - 2025年1月18日、毎月第2土曜日、AKIBAカルチャーズ劇場）[158][228]

### 主催ライブ
- ピクフェス!!
  - Vol.1：夢みるアドレセンス（2022年6月19日、LUMINE 0（ルミネ ゼロ））[229]

同時開催：「PiXMiX 新体制キックオフライブ」[117]
  - Vol.2：LOVE CCiNO、恋情アークライト（2022年7月17日、LUMINE 0）[230]

同時開催：「PiXMiX 暑中見舞い申し上げます。新曲、できました」
  - Vol.3：B.O.L.T、マジカル・パンチライン（2022年8月13日、LUMINE 0）[231]

同時開催：「ピクミク夏祭り 浴衣とソーダって、まさに夏でしょ！」
  - Vol.4：et-アンド-、マジカル・パンチライン（2023年7月1日、SHIBUYA PLEASURE PLEASURE）[140]

## 作品

### シングル
| # | タイトル                          | 発売日         | 販売形態                | 規格品番                        | 収録曲                                                            |
| - | --------------------------------- | -------------- | ----------------------- | ------------------------------- | ----------------------------------------------------------------- |
| 1 | その先へ                          | 2019年10月23日 | CD CD＋DVD デジタル配信 | KICM-92008 KICM-2009            | 1. その先へ 2. Raise the sail！ 2. ピクミクパーティー！           |
| 2 | チョコレート・リグレット          | 2020年02月05日 | CD CD＋DVD ハイレゾ     | KICM-92032 KICM-2033 NOHR-92_F  | 1. チョコレート・リグレット 2. Don't Look Back 2. Bloom           |
| 3 | タオルを回すための歌              | 2020年08月26日 | CD CD＋DVD ハイレゾ     | KICM-92061 KICM-2062 NOHR-164_F | 1. タオルを回すための歌 2. 你们好！〜ニーメンハオ〜 2. Brush up!! |
|   | クリスマスココア                  | 2021年12月30日 | デジタル配信 ハイレゾ   | NOPA-3018 NOHR-547_F            | 1.クリスマスココア                                                |
|   | PiXMiX 4周年記念配信              | 2022年01月13日 | デジタル配信 ハイレゾ   | NOPA-3077 NOHR-559_F            | 1.ピクミクパーティー！ 4th Anniversay ver. 2.Dreamin' Girl        |
|   | アンビバレンス                    | 2022年04月06日 | デジタル配信 ハイレゾ   | NOPA-3196 NOHR-598_F            | 1.アンビバレンス                                                  |
|   | ノンフィクション / ソーダトニック | 2022年08月05日 | デジタル配信 ハイレゾ   | NOPA-3324 NOHR-626_F            | 1.ノンフィクション 2.ソーダトニック                               |
|   | キミシラユキ                      | 2023年01月19日 | デジタル配信 ハイレゾ   | NOPA-4028 NOHR-684_F            | 1.キミシラユキ                                                    |
|   | カギカッコ                        | 2023年04月12日 | デジタル配信 ハイレゾ   | NOPA-4301 NOHR-716_F            | 1.カギカッコ                                                      |
|   | おめでた愛でたい                  | 2024年01月01日 | デジタル配信            | RSFC-15602                      | 1.おめでた愛でたい                                                |
|   | 生きていたい                      | 2024年01月13日 | デジタル配信 ハイレゾ   | RSFC-15714 RSFC-15714HR_F       | 1.生きていたい                                                    |
|   | シンデレラガール / TONDEKE        | 2024年02月14日 | デジタル配信 ハイレゾ   | RSFC-15968 RSFC-15968HR_F       | 1.シンデレラガール(cover) 2.TONDEKE(cover)                        |
|   | Brand new days!                   | 2024年07月14日 | デジタル配信 ハイレゾ   | RSFC-17191 RSFC-17191HR_F       | 1.Brand new days!                                                 |

### ミニアルバム
| # | タイトル    | 発売日         | 販売形態 | 規格品番  | 収録曲                                                                                 |
| - | ----------- | -------------- | -------- | --------- | -------------------------------------------------------------------------------------- |
| 1 | Pump It Up! | 2019年01月09日 | CD       | THER-2001 | 1. Pump It Up! 2. 約束 3. 君に届け 4. Milkyway 5. 学園スローモーション 6. コイワズライ |

### アルバム
| # | タイトル                         | 発売日         | 販売形態                          | 規格品番                        | 収録曲 |
| - | -------------------------------- | -------------- | --------------------------------- | ------------------------------- | --- |
| 1 | 君がいたから                     | 2021年02月03日 | CD＋DVD ハイレゾ                  | KIZC-614/5 NOHR-207_F           | CD 01. ピクミクパーティー！ 3rd Anniversary ver. 02. その先へ 03. 飛ばせ！紙ヒコーキ 04. 青き桜 05. 未来へ 06. Don’t Worry 07. タオルを回すための歌 08. ノア 09. Brightness 10. チョコレート・リグレット 11. サクラソラ 12. 卒業レールウェイ DVD 01.「卒業レールウェイ」Music Video |
| 2 | まだ、旅の途中。隣には君がいる。 | 2022年10月19日 | Type A CD＋DVD Type B CD ハイレゾ | KIZC-695/6 KICS-4082 NOHR-627_F | Type A CD 01. ピクミクパーティー！ 5th Anniversary ver. 02. ソーダトニック 03. Dreamin' Girl 04. クリスマスココア 05. 今宵、この指とまれ！ 06. 飛ばせ！紙ヒコーキ（新録） 07. Pump It Up!（新録） 08. アンビバレンス 09. ノンフィクション DVD 01.「ソーダトニック」Music Video 02. 特典映像『8/13（土）PiXMiX単独公演〜ピクミク夏祭り"浴衣とソーダって、まさに夏でしょ！"〜』Special Movie Type B 06. Bloom（新録） 07. その先へ（新録） |

### 楽曲一覧
| #  | タイトル                                  | 作詞                | 作曲                         | 編曲            | 発表    |
| -- | ----------------------------------------- | ------------------- | ---------------------------- | --------------- | ------- |
| 1  | Pump It Up!                               | 松村PONY            | APAZZI 松村PONY              | APAZZI          | 2017/07 |
| 2  | 約束                                      | IMATETSU            | 大川茂伸                     | 大川茂伸        | 2017/07 |
| 3  | 学園スローモーション                      | 森木レナ            | 森木レナ                     | HIROSHI SASAKI  | 2017/07 |
| 4  | Milkyway                                  | hidenori tanaka     | keita kawaguchi              | keita kawaguchi | 2017/10 |
| 5  | 未来へ                                    | IMATETSU            | Jose Kiyoski                 | Jose Kiyoski    | 2017/10 |
| 6  | Brightness                                | 久野藍              | 早川博隆 HULK                | HULK            | 2018/03 |
| 7  | 君に届け                                  | 夏ノ芹子            | 大川茂伸                     | 大川茂伸        | 2018/08 |
| 8  | コイワズライ                              | VaChee Ryo Yamazaki | VaChee Ryo Yamazaki          | Ryo Yamazaki    | 2018/10 |
| 9  | Don’t Worry                               | 夏ノ芹子            | 渡辺未来                     | 渡辺未来        | 2018/11 |
| 10 | 飛ばせ！紙ヒコーキ                        | 夏ノ芹子            | 中野雄太                     | 中野雄太        | 2019/01 |
| 11 | ノア                                      | 林宏樹 髙橋政太     | 早尻洋介                     | keita kawaguchi | 2019/06 |
| 12 | 青き桜                                    | SiZK                | 早尻洋介                     | 早尻洋介        | 2019/06 |
| 13 | その先へ                                  | Wiggy               | Wiggy                        | Wiggy           | 2019/10 |
| 14 | Raise the sail！                          | ご〜☆うん           | 山田智和                     | 住谷翔平        | 2019/10 |
| 15 | ピクミクパーティー！                      | PiXMiX              | きしまさおみ                 | きしまさおみ    | 2019/10 |
| 16 | チョコレート・リグレット                  | SORANO              | Wiggy                        | Wiggy           | 2020/02 |
| 17 | Don't Look Back                           | 渡辺未来            | 渡辺未来                     | 渡辺未来        | 2020/02 |
| 18 | Bloom                                     | 大谷美咲            | 大谷美咲                     | azupiano        | 2020/02 |
| 19 | タオルを回すための歌                      | 金子麻友美          | 久下真音 金子麻友美          | 久下真音        | 2020/08 |
| 20 | 你们好！〜ニーメンハオ〜                  | 吉田詩織            | 久下真音                     | 久下真音        | 2020/08 |
| 21 | Brush up!!                                | 響野こひめ          | 響野こひめ                   | azupiano        | 2020/08 |
| 22 | ピクミクパーティー！ 3rd Anniversary ver. | PiXMiX              | きしまさおみ                 | きしまさおみ    | 2020/10 |
| 23 | サクラソラ                                | SORANO              | Wiggy                        | Wiggy           | 2021/02 |
| 24 | 卒業レールウェイ                          | 金子麻友美          | 久下真音 金子麻友美          | 久下真音        | 2021/02 |
| 25 | Dreamin' Girl                             | 大谷美咲            | T-SK Emi Tawata Joleen Belle | T-SK            | 2021/08 |
| 26 | ピクミクパーティー！ 4th Anniversary ver. | PiXMiX              | きしまさおみ                 | きしまさおみ    | 2021/10 |
| 27 | クリスマスココア                          | 大谷美咲            | DjeDje                       | DjeDje          | 2021/12 |
| 28 | アンビバレンス                            | 大谷美咲            | 山田智和                     | 住谷翔平        | 2022/03 |
| 29 | ノンフィクション                          | 大谷美咲            | 西川サスケ                   | 西川サスケ      | 2022/07 |
| 30 | ソーダトニック                            | 大谷美咲            | 野村勇輔                     | 野村勇輔        | 2022/08 |
| 31 | 今宵、この指とまれ！                      | 大谷美咲            | 原田篤                       | 原田篤          | 2022/10 |
| 32 | ピクミクパーティー！ 5th Anniversary ver. | PiXMiX              | きしまさおみ                 | きしまさおみ    | 2022/10 |
| 33 | キミシラユキ                              | 大谷美咲            | 塚田耕平                     | 塚田耕平        | 2023/01 |
| 34 | We can fly!!                              | 大谷美咲            | azupiano                     | azupiano        | 2023/03 |
| 35 | カギカッコ                                | 大谷美咲            | 大谷美咲                     | 西川サスケ      | 2023/03 |
| 36 | おめでた愛でたい                          | 大谷美咲            |                              |                 | 2023/06 |
| 37 | 生きていたい                              | 大谷美咲            | 塚田耕平                     | NY152           | 2023/10 |
| 38 | Brand new days!                           | 金子麻友美          | 久下真音 金子麻友美          | 久下真音        | 2024/07 |

### ミュージックビデオ
| タイトル                 | 公開日         | 備考                                                              |
| ------------------------ | -------------- | ----------------------------------------------------------------- |
| Pump it up!              | 2018年03月31日 | デビュー曲                                                        |
| Don't Worry              | 2019年08月23日 | スマートフォン仕様の縦型動画                                      |
| その先へ                 | 2019年10月01日 | メジャーデビューシングル                                          |
| Raise the sail!          | 2019年10月21日 | ジャケット撮影メイキングMV                                        |
| チョコレート・リグレット | 2019年12月25日 | 2ndシングル                                                       |
| タオルを回すための歌     | 2020年07月20日 | 3rdシングル                                                       |
| 卒業レールウェイ         | 2020年12月25日 | 1stアルバムリード曲、千葉敬愛高等学校ダンス部とコラボレーション。 |
| サクラソラ               | 2021年03月11日 | ジャケット撮影メイキングMV                                        |
| Dreamin' Girl            | 2021年10月24日 | 監督編集：大谷美咲                                                |
| クリスマスココア         | 2021年12月25日 | 監督編集：大谷美咲                                                |
| アンビバレンス           | 2022年04月05日 | 初の応援ソング                                                    |
| ノンフィクション         | 2022年08月13日 | 監督編集：大谷美咲                                                |
| ソーダトニック           | 2022年09月06日 | 2ndアルバムリード曲                                               |
| 你们好！〜ニーメンハオ〜 | 2024年05月12日 | 監督編集：大谷美咲                                                |
| Brand new days!          | 2024年07月14日 | 監督編集：大谷美咲                                                |
| キミシラユキ             | 2024年10月06日 | 監督編集：大谷美咲                                                |

### デザイン・振付・衣装
CDシングル・アルバムのアートワークは中野淳仁が担当。ダンスレッスンおよび楽曲への振付は、LOCKY、mai子が担当し、ワンマンライブでのパフォーマンス指導も行う。衣装は結成当初より、青を基調として装飾を抑えたワンピースが多く用いられ、2019年以降は主にJUNCOSが制作を担当していた。2023年10月開催の6周年記念ライブ以降は、メンバーの武内愛莉が衣装をデザインしていた。